# Beauziac
Beauziac är en kommun i departementet Lot-et-Garonne i regionen Nouvelle-Aquitaine i sydvästra Frankrike. Kommunen ligger i kantonen Casteljaloux som tillhör arrondissementet Nérac. År 2022 hade Beauziac 236 invånare.

## Befolkningsutveckling
Antalet invånare i kommunen Beauziac
| Referens: INSEE |